# 杉本翔
杉本 翔（すぎもと しょう、1992年12月31日 - ）は、愛知県名古屋市出身のハンドボール選手。日本ハンドボールリーグの大同特殊鋼所属。

## 経歴
北陸高等学校時代は2009年に男子ユースオリンピックアジア予選の日本代表U-19に選出。同年の全国高等学校総合体育大会ハンドボール競技大会（インターハイ）で優秀選手に選出。
2010年は第4回男子ユースアジア選手権の日本代表U-19に選ばれた。
高校卒業後は日本体育大学へ進学。2012年に第13回男子ジュニアアジア選手権の日本代表U-21に選出された。同年の関東学生ハンドボール・秋季リーグでは優秀新人賞を受賞。
2013年は第1回U-22東アジア選手権の日本代表に選出。
2015年に日本ハンドボールリーグの大同特殊鋼へ加入。

## 詳細情報

### 年度別成績
| 年       | チーム     | 試合 | フィールド 得点 | 率   | 7m    | 合計    | 警告 | 退場 | 失格 |
| -------- | ---------- | ---- | --------------- | ---- | ----- | ------- | ---- | ---- | ---- |
| 2015-16  | 大同特殊鋼 | 12   | 4/9             | .444 | 3/3   | 7/12    | 0    | 1    | 0    |
| 2016-17  | 大同特殊鋼 | 16   | 16/25           | .640 | 1/2   | 17/27   | 0    | 0    | 0    |
| 2017-18  | 大同特殊鋼 | 24   | 43/54           | .796 | 6/8   | 49/62   | 1    | 1    | 0    |
| 2018-19  | 大同特殊鋼 | 24   | 53/79           | .671 | 2/2   | 55/81   | 1    | 0    | 0    |
| JHL：4年 | JHL：4年   | 76   | 116/167         | .695 | 12/15 | 128/182 | 2    | 2    | 0    |

- 各年度の太字はリーグ最高

### JHLプレーオフ
| 年      | チーム     | 試合                       | フィールド 得点 | 率    | 7m  | 合計 | 警告 | 退場 | 失格 |
| ------- | ---------- | -------------------------- | --------------- | ----- | --- | ---- | ---- | ---- | ---- |
| 2015-16 | 大同特殊鋼 | 大崎電気戦 (準決勝)        | -               | -     | -   | -    | -    | -    | -    |
| 2016-17 | 大同特殊鋼 | 湧永製薬戦 (準決勝)        | 1/1             | 1.000 | 0/0 | 1/1  | 0    | 0    | 0    |
| 2016-17 | 大同特殊鋼 | 大崎電気戦 (決勝)          | 2/2             | 1.000 | 0/0 | 2/2  | 0    | 0    | 0    |
| 2017-18 | 大同特殊鋼 | 豊田合成戦 (1stステージ)   | 2/3             | .667  | 0/0 | 2/3  | 0    | 0    | 0    |
| 2017-18 | 大同特殊鋼 | トヨタ車体戦 (2ndステージ) | 2/2             | 1.000 | 0/0 | 2/2  | 0    | 0    | 0    |
| 2018-19 | 大同特殊鋼 | トヨタ車体戦 (1stステージ) | 0/0             | -     | 0/0 | 0/0  | 0    | 0    | 0    |

### 記録

#### 日本ハンドボールリーグ
- 7mスロー初得点：2015年12月6日、対琉球コラソン戦（今治市営中央体育館）[8]
- フィールドゴール初得点：2016年2月11日、対トヨタ自動車東日本戦（大和町総合体育館）[9]

### 背番号
- 24 (2015年 - )

## 代表歴

### 日本代表U-24
- ユニバーシアード競技大会 (2015年)

### 日本代表U-22
- U-22東アジア選手権 (2013年)

### 日本代表U-21
- ジュニアアジア選手権 (2012年)

### 日本代表U-19
- ユースオリンピックアジア予選 (2009年)
- アジアユース選手権 (2010年)